# Szemplino Czarne
Szemplino Czarne – wieś w Polsce położona w województwie warmińsko-mazurskim, w powiecie nidzickim, w gminie Janowo.
Wierni Kościoła rzymskokatolickiego należą do parafii św. Rocha w Janowie.
W latach 1975–1998 miejscowość administracyjnie należała do województwa olsztyńskiego.